# لغة تا
لغة تا، المعروفة أيضا باسم Xóõ!  - خونج [!͡χɔː˦] ، هي إحدى لغات تو. وهي بارزة لاحتوائها على عدد كبير من صوتيات اللغوية، وربما هي في ذلك الأكبر في العالم. يعيش معظم متحدثيها في بوتسوانا، إضافة لبضع مئات يعيشون في ناميبيا. الناس يطلقون على أنفسهم أسماء مثل خونج أو نولوهان، اعتمادا على اللهجة التي يتحدثون بها. تعد لغات تو واحدة من ثلاث عائلات لغوية تقليدية تتألف من لغات خويسان.
تا وتعني «إنسان»؛ الاسم المحلي للغة هو تا ( ǂaan (Tâa ǂâ)، من ǂaan 'لغة'. خونج هو اسم مستعار يستخدم على طرفي نقيض من منطقة الناطقين باللغة  تا، ولكن ليس من قبل متحدثي التا فيما بينهم. معظم متحدثي لغة التا الحية هم خونج.

## روابط خارجية
- مشروع لغة DoBeS Taa
- مجموعة كبيرة من الكلمات õXóõ على ويكاموس
- قائمة Swadesh ل õXóõ
- UCLA Archive لـ ǃXóõ ، يتضمن ملفات صوت القصة واللغة
- معجم تا الأساسي في قاعدة المعجم العالمية